# Tar
tar (förkortning av engelska tape archive, "(magnet)bandsarkiv") är både ett arkiveringprogram i Unix-liknande operativsystem och filformatet på de resulterande arkivfilen. tar-programmet utvecklades ursprungligen för att på ett smidigt sätt samla ihop många filer och lagra dem på magnetband som en enda fil, huvudsakligen för säkerhetskopiering, men används idag ofta för att distribuera källkod eller andra stora samlingar av filer. Filformatet standardiserades av POSIX.1-1998 och senare även av POSIX.1-2001.
En tar-fil kallas på engelska ofta en tarball ("tjärklump").
Till skillnad från andra arkiveringsprogram (till exempel PKZIP eller RAR) samlar kommandot tar endast ihop filer för arkivering och kan inte komprimera dem. Vill man att en tarfil även skall vara komprimerad, görs detta med ett annat program avsett för detta ändamål, exempelvis gzip, bzip2 eller xz. 